# Julio Villarreal
Pour les articles homonymes, voir Villarreal.
Julio Villarreal (né le 7 décembre 1885 à Lérida, Espagne et mort le 4 août 1958 à Mexico, Mexique) est un acteur espagnol naturalisé mexicain de cinéma et de théâtre.
Il a tourné dans plus d'une centaine de films entre les années 1930 et les années 1950. Il est également réalisateur de deux longs métrages.

## Biographie
Julio Crochet Martínez Villarreal naquit en Espagne d'un père argentin et d'une mère espagnole. Il travailla aux États-Unis où il tourna dans divers films muets puis sonores. Il voyagea dans plusieurs pays d'Amérique du Sud, eut un fils au Pérou et se maria au Mexique avec l'actrice d'origine espagnole naturalisée mexicaine Elisa Asperó. Il s'installa définitivement à Mexico où il tourna dans une centaine de films supplémentaires et joua au théâtre, incarnant entre autres Michel Strogoff et Don Juan Tenorio.
Dans les années 1940, il reçut le prix du Meilleur acteur de caractère décerné par l'Association des journalistes de cinéma (PECIME).

## Filmographie

### Comme réalisateur
- 1931 : El código penal
- 1931 : El pasado acusa

### Comme acteur
- 1930 : Del mismo barro
- 1930 : El Dios del mar
- 1930 : El Valiente
- 1931 : Don Juan diplomático
- 1931 : El Código penal
- 1931 : El Impostor
- 1931 : El Pasado acusa
- 1931 : El Proceso de Mary Dugan
- 1931 : Eran trece
- 1931 : La Gran jornada
- 1931 : La Ley del harem
- 1932 : Águilas frente al sol
- 1932 : Una Vida por otra
- 1933 : El Anónimo
- 1933 : El Rey de los Gitanos
- 1933 : La Calandria
- 1933 : La Noche del pecado
- 1933 : Profanación
- 1933 : Sagrario
- 1933 : Tiburón
- 1934 : ¿Quién mató a Eva?
- 1934 : Chucho el Roto
- 1934 : Corazón bandolero
- 1934 : El Vuelo de la muerte
- 1934 : Juárez y Maximiliano
- 1934 : La Sangre manda
- 1934 : Oro y plata
- 1935 : Tribu
- 1935 : Tu hijo
- 1935 : virgen y mártir Monja casada
- 1939 : Café Concordia
- 1939 : Corazón de niño
- 1940 : El Secreto de la monja
- 1940 : Hombre o demonio
- 1940 : Mi madrecita
- 1940 : Odio
- 1941 : Carne de cabaret
- 1941 : El Gendarme desconocido
- 1942 : Alejandra
- 1942 : El Conde de Montecristo
- 1942 : El Verdugo de Sevilla
- 1942 : Historia de un gran amor
- 1942 : La Isla de la pasión
- 1942 : La Virgen que forjó una patria
- 1942 : Les Trois Mousquetaires (Los Tres mosqueteros)
- 1942 : Simón Bolívar
- 1942 : Yo bailé con Don Porfirio
- 1943 : Cinco fueron escogidos
- 1943 : Cristóbal Colón
- 1943 : El Rebelde
- 1943 : La Hija del cielo
- 1944 : Mi lupe y mi caballo
- 1944 : Miguel Strogoff
- 1944 : Rosa de las nieves
- 1944 : Tribunal de Justicia
- 1945 : Adulterio
- 1945 : Bugambilia
- 1945 : Camino de Sacramento
- 1945 : Crepúsculo
- 1945 : El Monje blanco
- 1945 : La Casa de la zorra
- 1946 : El puente del castigo de Miguel M. Delgado
- 1946 : La Devoradora
- 1946 : Más allá del amor
- 1946 : Pepita Jiménez
- 1946 : Una Vírgen moderna
- 1946 : Vértigo
- 1947 : Vole, jeunesse ! (¡A volar joven!)
- 1947 : El Desquite
- 1947 : Le Grand Casino (Gran Casino), de Luis Buñuel
- 1947 : Sérénade à Mexico (Honeymoon) de William Keighley
- 1947 : Todo un caballero
- 1948 : El Canto de la sirena
- 1948 : El Casado casa quiere
- 1949 : Confidencias de un ruletero
- 1949 : Cuando los padres se quedan solos
- 1949 : Hay lugar para... dos
- 1949 : La Malquerida
- 1949 : San Felipe de Jesús
- 1949 : Soy charro de Levita
- 1950 : La Casa chica
- 1950 : La Loca de la casa
- 1950 : La Posesión
- 1950 : Lluvia roja
- 1950 : The Torch
- 1950 : Un Día de vida
- 1951 : Capitán de rurales
- 1951 : Doña Perfecta
- 1951 : Islas Marías
- 1951 : La Bienamada
- 1951 : La Hija de la otra
- 1951 : Tierra baja
- 1951 : yo sí Si usted no puede
- 1952 : Cuando levanta la niebla
- 1952 : La Miel se fue de la luna
- 1952 : La Mujer que tu quieres
- 1952 : La Noche avanza
- 1952 : Sangre en el barrio
- 1952 : Un Gallo en corral ajeno
- 1952 : Un Principe de la iglesia
- 1952 : Una Mujer sin amor
- 1953 : Cuatro horas antes de morir
- 1953 : El Jugador
- 1953 : El Señor fotógrafo
- 1953 : Eugenia Grandet (Eugénie Grandet de Emilio Gómez Muriel d'après Eugénie Grandet d'Honoré de Balzac, le rôle de Félix Grandet
- 1953 : Los que no deben nacer
- 1953 : Les Pillards de Mexico (Plunder of the Sun), de John Farrow
- 1953 : Quiero vivir
- 1953 : Reportaje
- 1953 : Un Divorcio
- 1953 : Yo soy gallo donde quiera
- 1954 : El Valor de vivir
- 1954 : La Bruja
- 1954 : La Ladrona
- 1954 : La Mujer que se vendio
- 1954 : Llévame en tus brazos
- 1954 : Miradas que matan
- 1954 : Morir para vivir
- 1954 : Reto a la vida
- 1954 : Yo no creo en los hombres
- 1955 : La Culpa de los hombres
- 1955 : La Rosa blanca
- 1955 : Padre contra hijo
- 1955 : Seven Cities of Gold
- 1956 : Casa de perdición
- 1956 : Corazón salvaje
- 1956 : Historia de un amor
- 1956 : La Faraona
- 1956 : The Beast of Hollow Mountain
- 1957 : ¡Aquí están los aguilares!
- 1957 : Cuatro contra el imperio
- 1957 : Locos peligrosos
- 1957 : Morir de pie
- 1958 : El Fin de un imperio
- 1958 : El Gran premio
- 1958 : Horas de agonía
- 1958 : Los Salvajes
- 1958 : Préstame tu cuerpo